# دستیار کشیش

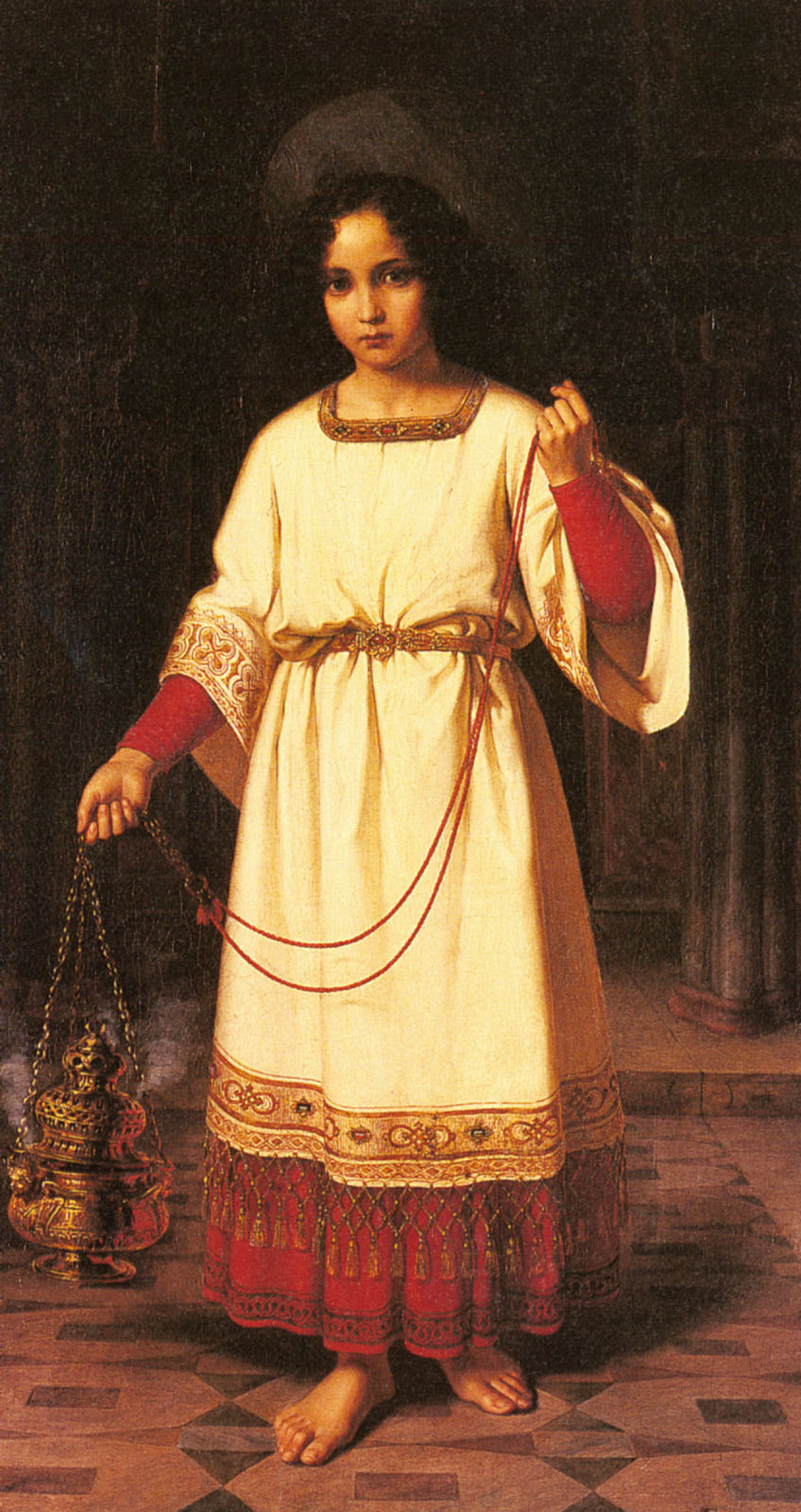
دستیار کشیش

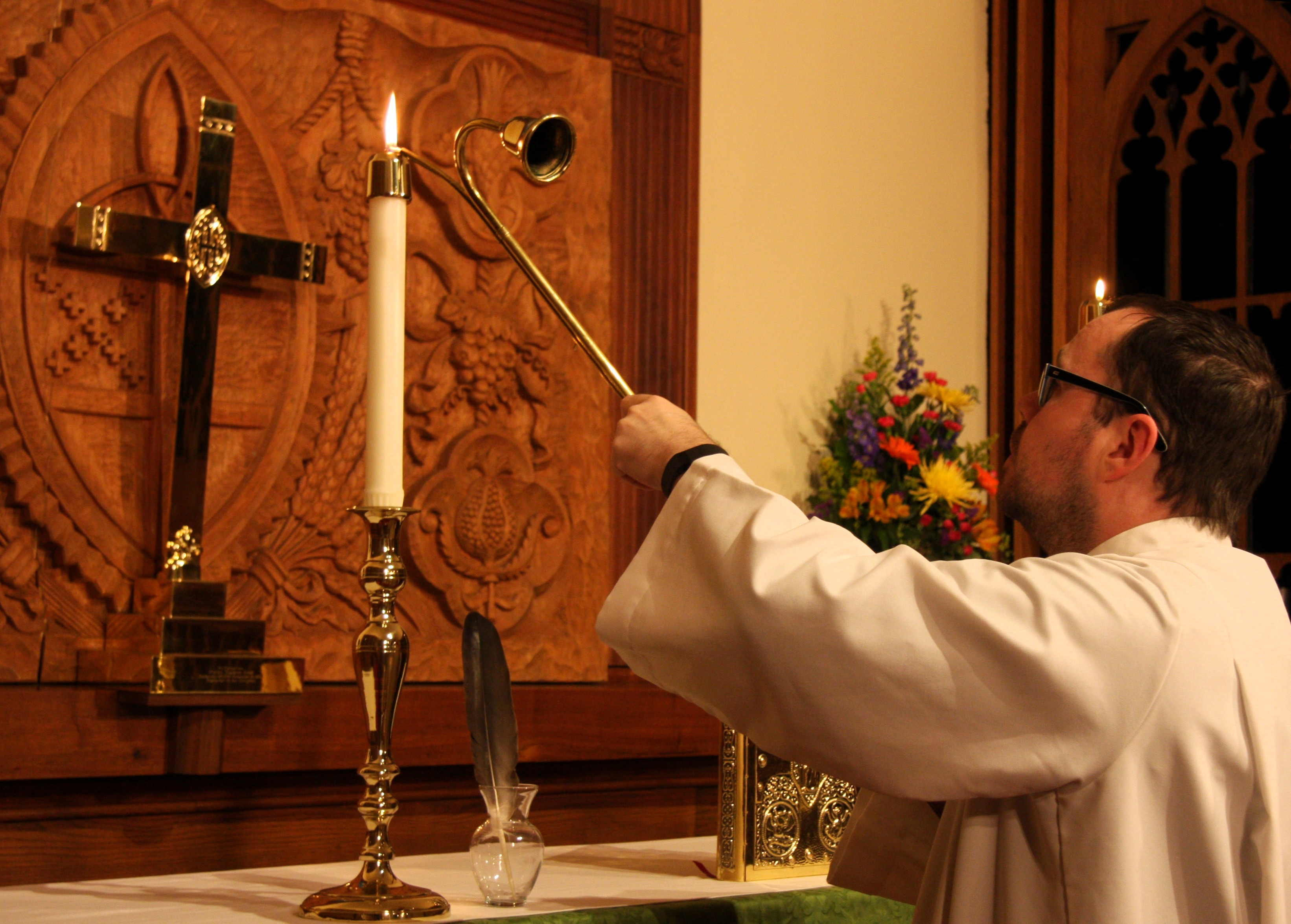
یک دستیار کشیش در حال روشن کردن شمع

یک دستیار کشیش (انگلیسی: Acolyte)، پیرو یا دستیاری است که در یک مراسم مذهبی یا حرکت دست‌جمعی مذهبی به برگزارکننده مراسم کمک می‌کند. در بسیاری از فرقه‌های مسیحی، دستیار کشیش کسی است که شمع‌های محراب را روشن می‌کند.

## ریشه‌شناسی
واژه acolyte از واژه یونانی ἀκόλουθος (akolouthos) به معنای attendant از طریق واژه لاتین پسین acolythus مشتق شده‌است.